# Cavalcade musicale
Pour plus de détails, voir Fiche technique et Distribution.
Cavalcade musicale (titre original : Bowery to Broadway) est un film américain en noir et blanc réalisé par Charles Lamont, sorti en 1944.

## Synopsis
À New York, deux vaudevilliens de Bowery réussissent à produire des shows à Broadway, mais quand l'un d'eux part soudainement travailler pour le compte d'une belle femme, une querelle éclate.

## Fiche technique
- Titre français : Cavalcade musicale
- Titre original : Bowery to Broadway
- Réalisation : Charles Lamont
- Scénario : Arthur T. Horman, Edmund Joseph, Bart Lytton (en), Joseph and Lytton (histoire)
- Musique : Edward Ward
- Photographie : Charles Van Enger
- Montage : Arthur Hilton
- Producteur : John Grant
- Société de production : Universal Pictures
- Pays de production :  États-Unis
- Langue d'origine : anglais américain
- Genre : Comédie dramatique et film musical
- Format : noir et blanc — 35 mm — 1,37:1 — son : mono (Western Electric Recording)
- Durée : 94 minutes
- Dates de sortie : 
  - États-Unis : 3 novembre 1944
  - France : 20 février 1948

## Distribution
- María Montez : Marina
- Jack Oakie : Michael O'Rourke
- Susanna Foster : Peggy Fleming Barrie
- Turhan Bey : Ted Barrie
- Ann Blyth : Bessie Jo Kirby
- Donald Cook : Dennis Dugan
- Louise Allbritton : Lillian Russell
- Frank McHugh : Joe Kirby
- Rosemary DeCamp : Bessie Kirby
- Leo Carrillo : P.J. Fenton
- Andy Devine : Father Kelley
- Evelyn Ankers : Bonnie Latour
- Thomas Gomez : Tom Harvey
- Richard Lane : Walter Rogers
- George Dolenz : George Henshaw
- Mantan Moreland : Alabam
- Ben Carter : No-more
- Maude Eburne : Mame Alda
- Robert Warwick : Cliff Brown
- Donald O'Connor : numéro spécial
- Peggy Ryan : numéro spécial